# Radosław Wojtaszek
Radosław Wojtaszek (Elbląg, Lengyelország, 1987. január 13. –) lengyel sakknagymester (GM), Európa-bajnoki ezüstérmes (2011), U18 korosztályos ifjúsági világ- és Európa-bajnok (2004), háromszoros lengyel bajnok (2005, 2014, 2016), sakkolimpikon. 2016-ig a legmagasabb Élő-pontszámot elért lengyel sakkozó.
2008 óta Visuvanádan Ánand szekundánsa. Az exvilágbajnok felkészülését és mérkőzését segítette 2008-ban a Vlagyimir Kramnyik elleni címvédő mérkőzésen, 2010-ben a Veszelin Topalov elleni mérkőzésen, 2012-ben a Borisz Gelfand elleni világbajnoki döntőn, valamint 2013-ban és 2014-ben a Magnus Carlsen elleni mérkőzéseken.
Felesége Alina Kaslinszkaja orosz nemzetközi mester, női nagymester.

## Élete és sakkpályafutása

### Ifjúsági eredményei
A lengyel országos ifjúsági bajnokságokon 1993-tól kezdődően minden évben érmes vagy előkelő helyen végzett korosztályában. Először 1993-ban, 6 éves korában indult az óvodások országos bajnokságán Lengyelországban, amelyet meg is nyert. Címét 1994-ben megvédte. 1996-ban megnyerte Lengyelország U10 korosztályos bajnokságát, és eredménye alapján indulhatott a korosztályos nemzetközi versenyeken. 1996-ban az U10 korosztályos Európa-bajnokságon az ötödik helyet szerezte meg, az U10 világbajnokságon az 5−9. (végeredményben 7.) helyen végzett. 1998-ban Lengyelország U12 korosztályos sakkbajnoka, és a 4. helyen végzett az U14 korosztályos Európa-bajnokságon, valamint 2001-ben az U14 világbajnokságon. Ebben az évben megnyerte Lengyelország U14 korosztályos bajnokságát.
2002-ben bronzérmet szerzett az U16-os sakkvilágbajnokságon, és a huszadik helyen végzett az U20 korosztályos junior sakkvilágbajnokságon. Ebben az évben az U16 és az U20 korosztályban is bajnoki címet szerzett Lengyelországban. 2003-ban ezüstérmet szerzett az U18 korosztályos Európa-bajnokságon, és a 4. helyen végzett az U16-os világbajnokságon, Ebben az évben kapta meg a nemzetközi mester címet.
2004-ben megnyerte az U18 korosztály Európa- és világbajnokságát is, az U20 junior világbajnokságon a 4. helyen végzett. Ebben az évben lengyel bajnoki címet szerzett az U18 és az U20 korosztályban is. Az év utolsó versenyén az első helyen végzett a hagyományos Krakkói Sakkfesztiválon.
2005-ben először nyerte meg Lengyelország felnőtt sakkbajnokságát. Ebben az évben holtversenyes 1−2. helyezettként ezüstérmet szerzett az U18 korosztályos sakkvilágbajnokságon, és U20 junior lengyel bajnoki címet szerzett. Ebben az évben kapta meg a nagymester címet. 2006-ban holtversenyes első helyezést ért el a svájci Lausanne-ban rendezett Young Masters versenyen.

### Felnőtt versenyeredményei
Első felnőtt nemzetközi versenyén 2001. februárban Cappelle la Grandéban vett részt, ahol a középmezőnyben végzett. Júliusban a 38. Akiba Rubinstein-emlékversenyen azonban már mindössze csak egy ponttal maradt le a vezető bolytól, decemberben pedig megnyerte a csehországi Prerovban rendezett nemzetközi mesterversenyt.
2006-ban a 3. helyen végzett a lengyel felnőtt bajnokságon, az 1. helyen végzett Szalonikiben, valamint az Adolf Anderssen-emlékversenyen Wroclawban.
2008-ban holtversenyes első a Rilton-kupán Stockholmban, amely eredményét 2009-ben megismételte. 2009-ben a második helyen végzett Lublinban, az I. Nemzetközi Nagymesterversenyen, és megnyerte a Miguel Najdorf-emlékversenyt Varsóban. Holtversenyben az első helyen végzett a lengyel bajnokságban, és ezüstérmet szerzett. 2010-ben ismét holtversenyes első a Rilton-kupán, valamint az első helyen végzett Wroclawban és Pamplónában is.
2011-ben 2892-es teljesítményértékkel nyerte meg a Pakson rendezett IX. Marx György-emlékversenyt, és ugyancsak kiemelkedő, 2812-es teljesítményértékkel lett holtversenyes első (végeredményben ezüstérmes) a sakk-Európa-bajnokságon, amely eredményével kvalifikációt szerzett a 2011-es sakkvilágkupára. 2012-ben holtversenyes harmadik lett a 18-as kategóriájú 13. Anatolij Karpov nemzetközi versenyen. Ugyancsak holtversenyes 3. helyet szerzett az 5. Kolkata Openen. A 2013-as év zárásaként egyedüli elsőséget szerzett a zürichi nyílt versenyen.
A 2014-es évet a Basel Master megnyerésével kezdte, ahol egy teljes ponttal utasította maga mögé a mezőnyt, majd márciusban másodszor nyerte meg a lengyel bajnokságot. Júliusban a második helyet szerezte meg a 2717-es átlag Élő-pontszámú versenyen Bielben. A 2015-ös év első versenyén, a Tata Steel szupertornán csak a mezőny második felében végzett, de két győzelmét a világranglista első és második helyezettje, Magnus Carlsen és Fabiano Caruana ellen aratta. Júliusban a második helyet szerezte meg Maxime Vachier-Lagrave mögött a 19-es kategóriájú, 2720 átlag-Élő-pontértékű szupertornán Bielben.
2016-ban harmadik lengyel bajnoki címét szerezte.

### Eredményei a világbajnokságokon
Első alkalommal 2011-ben, az Európa-bajnokságon elért második helyezésével kvalifikálta magát a világbajnoki versenysorozaton való részvételre. A Hanti-Manszijszkban rendezett versenyen a 2. körben szenvedett vereséget Baadur Jobavától.
A 2013-as sakkvilágkupán meglepetésre az első körben kiesett, miután a rájátszásban kikapott a brazil Alexandr Fiertől.
A 2015-ös sakkvilágkupán a 2014. évi Európa-bajnokságon elért eredménye alapján vehetett részt, és a 4. körig jutott, ahol a rájátszásban Anish Giri ütötte el a negyeddöntőbe való továbbjutástól.

## Eredményei csapatban

### Sakkolimpia
2006 és 2016 között hat alkalommal játszott Lengyelország válogatottjában a sakkolimpián. Ez idő alatt a csapat legjobb eredménye a 2016-ban elért 7. helyezés volt, amelyhez 75%-os teljesítménnyel járult hozzá. Egyéniben 2012-ben ezüstérmet szerzett.

### Sakkcsapat-Európa-bajnokság
A nemzeti sakkcsapatok Európa-bajnokságán 2005 és 2015 között öt alkalommal szerepelt a lengyel válogatottban. Ez idő alatt a csapat legjobb eredménye a 2007-ben elért negyedik hely volt.

### Gyermek sakkolimpia
2000-ben tagja volt a lengyel válogatottnak a gyermek sakkolimpián, ahol a második táblán elért eredményével bronzérmet szerzett.

### U18 ifjúsági sakk-Európa-bajnokság
2002-ben és 2003-ban volt tagja a lengyel válogatottnak az U18 korosztályos ifjúsági sakk-Európa-bajnokságon, ahol 2003-ban csapatban és egyéniben is ezüstérmet nyert.

### Kiemelkedő eredményei klubcsapatokban
A Klubcsapatok Európa-Kupájában 2011 óta öt alkalommal szerepelt a cseh G-Team Nový Bor együttesében, amellyel 2011-ben bronz-, 2013-ban arany-, 2014-ben ezüstérmet szerzett. Egyéni teljesítménye alapján 2013-ban arany-, 2014-ben ezüst-, 2015-ben bronzérmet nyert.
Az orosz premier ligában 2015-ben az Universitet Belorechensk csapatával, valamint egyéni teljesítményével is ezüstéremhez jutott.
A brit négy nemzet sakkligában 2006-ban a Slough Chess Club csapatával bronzérmet szerzett.
A cseh extraligában 2005 óta folyamatosan játszik. A G-Team Nový Bor együttesével 2011−2016 között hat alkalommal is bajnoki címet szerzett. Ezen kívül 2007-ben az ŠK H. Fuchs Ostrava együttesével bronzérmet nyert.
A lengyel sakkcsapatbajnokságon 2002 óta szerepel. 2003-ban a PTSz Płock csapatával csapatban és egyéniben is bronzérmes, az AZS UMCS Lublin csapatával 2008-ban csapatban ezüst-, egyéni eredményével aranyérmes, 2009-ben egyéni eredményével bronzérmes. A KSz Polonia Votum Wrocław csapatával 2010-ben és 2013-ban bronz-, 2014-ben ezüstérmes; egyéni eredménye alapján 2010-ben ezüstérmes.

## Játékereje
A Nemzetközi Sakkszövetség (FIDE) 2017. áprilisra érvényes ranglistája szerint 2745 Élő-ponttal a világranglista 20. helyén állt. Legmagasabb Élő-pontszáma 2750 volt, amellyel 2017. januárban rendelkezett, míg legjobb világranglista helyezése a 15. volt 2014. decemberben.